# Frischaufov dom na Okrešlju
Frischaufov dom na Okrešlju (1396 m) je planinska postojanka, ki leži na robu krnice Okrešelj nad Logarsko dolino. Obdan je  z vrhovi Mrzle gore, Štajerske Rinke, Križa in Turske gore. V bližini se nahaja 80 metrov visok slap Rinka. Imenovan je po Johannesu Frischaufu, raziskovalcu Kamniških Alp. Prvotno kočo, ki jo je leta 1876 zgradilo Nemško-avstrijsko planinsko društvo, je leta 1907 odnesel plaz. 2. avgusta 1908 je bila zgrajena nova. 21. septembra 1991 so odprli nov povečan in obnovljen dom. Upravlja ga PD Celje Matica.
Novembra 2019 ga je uničil požar zaradi napake na električni napeljavi. Namesto koče je bila za zasilno oskrbo odprta brunarica. Cena je bila ocenjena na 1,1 milijona evrov, za izgradnjo koče so pridobili tudi na razpisu Ministrstva za gospodarski razvoj in tehnologijo. Izgradnja naj bi bila končana leta 2022.

## Nov planinski dom
Novi Frischaufov dom na Okrešlju bo moderna, sodobna in ekološko varčna koča, ki bo zadostila vsem novodobnim smernicam in trendom gradnje koč v Alpah. Koča bo zgrajena iz kamna in lesa. V novi koči bo 48 ležišč. V mansardi bosta dve sobi namenjeni skupnim ležiščem. V jedilnici bo prostora za 60 ljudi, prav toliko tudi na letni terasi. V koči bo tudi večnamenski prostor, namenjen različnim dejavnostim.

## Dostop
- 1 h: od Doma planincev v Logarski dolini (837 m)

## Prehodi
- 1.30 h: do Koče na Kamniškem sedlu (1864 m)
- 5.30 h: do Zoissove koče na Kokrskem sedlu (1793 m), skozi Turski žleb in Sleme
- 4 h: do Kranjske koče na Ledinah (1700 m), čez Savinjsko sedlo

## Vzponi na vrhove
- 2.30 h: Brana (2252 m)
- 3.30 h: Kranjska Rinka (2453 m)
- 3.30 h: Križ (2433 m)
- 3.30 h: Mrzla gora (2203 m)
- 4 h: Skuta (2532 m)
- 3.30 h: Štajerska Rinka (2289 m)
- 2 h: Turska gora (2251 m)

- Okrešelj, smerokazi pri koči
- Okrešelj, smerokazi pri koči